# Sabinus Seidelin
Sabinus Theodor William Halvor Seidelin (født 20. april 1819 i Skanderborg, død 29. oktober 1904 på Lönnstorp i Skåne) var en dansk købmand og grosserer.
Seidelin, der var søn af apoteker David Seidelin og Cecilie Ulrikke Sidelmann, kom efter endt skolegang i lære hos købmand Vitus Ingerslev. Han fortsatte som butiksmedhjælper i nogle år, indtil han i 1840 rejste til Hamborg for at videreuddanne sig hos firmaet Heuss & Menke. Han blev senere handelsrejsende i Danmark for samme firma. 
I oktober åbnede Seidelin sin tøjbutik Damernes Magasin på Ahlgade 41 i Holbæk. Det var den  første forretning i provinsen, som udelukkende solgte tøj til kvinder, både ungmøer, fine damer og madammer.
I 1856 solgte han Damernes Magasin til sin unge medarbejder, William Richard Tidemand, og flyttede til København. Han købte ejendommen Amagertorv 11 af firmaet Moses & Søn G. Melchior og etablerede sig som engroshandlende. Seidelin importerede de fleste af sine varer direkte fra England, og i 1867 startede han et indkøbshus i Manchester.
Engroshandelen i København var en af byens største inden for hvidevarer, kjolestoffer, klædevarer og tæpper. 
Seidelin trak sig tilbage i 1884, og overlod sin virksomhed til sønnen David Seidelin, svigersønnen Emil Lautrup Hjort, og sin mangeårige medarbejder P. C. Thamsen. I 1901 blev Hjort eneindehaver. Firmaet omdannedes til et aktieselskab i 1919, og ophørte i 1971.

## Andre hverv
Seidelin havde i mange år været interesseret i landbrug, og fra 1884 beskæftigede han sig helt med dette erhverv. Han købte gårdene Eskildsgård på Bornholm og Nyrupgård i Nordsjælland, og herregården Lönnstorp i Skåne, hvor han boede til sin død.
Selv om han var flyttet fra Holbæk bevarede han sin interesse for byen og i 1890 bekostede han en pavillon i Strandparken. Pavillonen, der er tegnet af arkitekt Vilhelm Fischer, er flere gange blevet udvidet, og er idag en del af et moderne kongreshotel. En mindeplade til ære for Sabinus Seidelin er indmuret i pavillonens væg.
Seidelin blev gift med Christiane Nicoline Nehammer i Holbæk den 27 juni 1845. I 1872 blev han udnævnt til Ridder af Dannebrog og i 1873 til æresborger i Holbæk.
Seidelin er afbildet på P. S. Krøyers maleri Fra Københavns Børs.